# Счастливая (Липовецкий район)
Счастли́вая (укр. Щаслива) — село на Украине, находится в Липовецком районе Винницкой области.
Код КОАТУУ — 0522287001. Население по переписи 2001 года составляет 810 человек. Почтовый индекс — 22532. Телефонный код — 4358.
Занимает площадь 3,015 км².

## Адрес местного совета
22532, Винницкая область, Липовецкий р-н, с. Счастливая, ул. Будьонного, 21